# Droga do miasta
Droga do miasta (beng. Pather Panchali / পথের পাঁচালী) – indyjski dramat filmowy z 1955 roku w reżyserii Satyajita Raya. Debiut reżyserski Raya jest pierwszą częścią jego trylogii o losach chłopca Apu na początku XX wieku w Bengalu Zachodnim. Kolejne dwie części to Nieugięty (1956) i Świat Apu (1959). Film, będący adaptacją powieści Bibhutibhushana Bandyopadhyaya z 1929 roku, uznawany jest zarówno za jedno z najwybitniejszych dzieł kinematografii indyjskiej, jak i światowej.

## Opis fabuły
Bengalska wieś, lata 20. XX wieku. Żyjąca tu od pokoleń rodzina Ray przymiera głodem. Mimo swego wykształcenia Haribara (Kanu Chatterjee), poetę i kapłana bramińskiego nie stać ani na naprawę domu, który może nie przetrwać kolejnego monsunu, ani na wyprawę dla dorastającej córki Durgi (Uma DasGupta). Ona sama podkrada owoce z sadu, który rodzina musiała oddać za długi. Małemu synkowi Apu (Sabir Chatterjee) znudziło się codzienne jedzenie ryżu. Umęczona strachem o jutro jego matka Sarbojaya (Karuna Chatterjee) wyżywa się na starej ciotce Indir (Chunibala Devi), wyganiając ją z domu. W tej sytuacji zniechęcony trudem zdobycia pracy na miejscu Haribar wyjeżdża z wioski. Rodzina daremnie czeka na jego powrót. Gdy resztki biżuterii Sarboyi zostają sprzedane na kupno ryżu, od jej męża przestają przychodzić nawet listy.

## Obsada
- Kanu Bannerjee – Harihar Ray
- Karuna Bannerjee – Sarbojaya Ray
- Subir Bannerjee – Apu
- Uma Das Gupta – Durga
- Chunibala Devi – Indir Thakrun
- Runki Banerjee – mała Durga
- Reba Devi – Seja Thakrun
- Aparna Devi – żona Nilmoni

## Nagrody i nominacje
- nominacja do Nagrody BAFTA (Brytyjska Akademia Sztuk Filmowych i Telewizyjnych)
- duńska nagroda za najlepszy film nieeuropejski Bodil
- Międzynarodowy Festiwal Filmowy w Cannes – nagroda Best Human Document
- Międzynarodowy Festiwal Filmowy w Cannes – nominacja do Złotej Palmy dla reżysera
- Międzynarodowy Festiwal Filmowy w Cannes – OCIC Award
- japońska nagroda Kinema Junpo za najlepszy obcojęzyczny film
- National Board of Review (USA) – za najlepszy film zagraniczny
- 2 nagrody w San Francisco za film i dla reżysera